# Saint-Didier-de-Bizonnes
Saint-Didier-de-Bizonnes település Franciaországban, Isère megyében. Lakosainak száma 330 fő (2022. január 1.). Saint-Didier-de-Bizonnes Belmont, Bizonnes, Eydoche és Flachères községekkel határos.

## Népesség
A település népessége az elmúlt években az alábbi módon változott:
| Lakosok száma | 181  | 147  | 175  | 240  | 296  | 294  | 302  | 308  | 311  | 330  |
|               | 1968 | 1982 | 1990 | 2006 | 2013 | 2015 | 2017 | 2019 | 2020 | 2022 |